# Crassula ciliata
Crassula ciliata är en fetbladsväxtart som beskrevs av Carl von Linné. Crassula ciliata ingår i släktet krassulor, och familjen fetbladsväxter. Inga underarter finns listade i Catalogue of Life.